# 삼백만 년 전 야생 탐험 : 손둥 동굴
《삼백만 년 전 야생 탐험 : 손둥 동굴》은 2023년 8월 17일부터 2023년 9월 21일까지 tvN에서 방송되는 예능 프로그램이다.

## 기획의도
대한민국 방송 최초로 300만 년 전 생긴 미지의 손둥 동굴을 파헤치는 다섯 출연자의 예측 불가 글로벌 '찐' 탐험 예능 프로그램

## 출연진
- 박항서
- 안정환
- 추성훈
- 김남일
- 김동준